# Metanolo-5-idrossibenzimidazolilcobammide Co-metiltransferasi
La metanolo-5-idrossibenzimidazolilcobammide Co-metiltransferasi è un enzima appartenente alla classe delle transferasi, che catalizza la seguente reazione:
metanolo + 5-idrossibenzimidazolilcobammide ⇄ Co-metil-Co-5-idrossibenzimidazolilcob(I)ammide + H2O
L'enzima di Methanosarcina barkeri contiene tre-quattro molecole legate di 5-idrossibenzimidazolilcobammide che agisce come accettore. Viene inattivato dall'ossigeno e da altri agenti ossidanti, e riattivato da quantità catalitiche di ATP e idrogeno.